# 迪士尼幻想號
迪士尼幻想號（英語：Disney Fantasy）是迪士尼郵輪公司的第四艘郵輪，它和姊妹船迪士尼夢想號一樣大。幻想號於2012年2月下水，排水量12.8萬噸，高14層，載客量為4,000人，總共設有1,250間客房，88%屬於海景房，餘下12%沒有海景的房間則加設虛擬舷窗，24小時直播船外景觀。幻想號的姊妹船迪士尼夢想號在2011年1月已經下水，3月開始投入服務。

## 歷史
2007年2月，迪士尼郵輪公司宣佈建造兩艘新船。 新船於2009年3月在德國Papenburg的Meyer Werft船廠開始工程。同月，兩艘新船分別被命名為夢想號和幻想號。幻想號設定在2012年3月31日投入服務，比夢想號遲一年左右。在2011年2月11日，米妮老鼠和迪士尼郵輪總裁Karl Holz在船殼內置入一個魔法金幣，跟夢想號一樣。
迪士尼幻想號在2012年1月8日浮出Meyer Werft船廠，2月9日在德國不來梅哈芬交付給迪士尼郵輪公司。2月16日離開不來梅哈芬，同月28日抵達美國紐約。幻想號於3月1日在曼哈頓接受洗禮。當日，美國女歌手瑪麗·嘉兒為新船進行命名禮及成為其教母(Godmother)。美國著名演員宋飛(Jerry Seinfeld)亦有出席，並向在座的嘉賓作了15分鐘的棟篤笑演出。

## 設施
迪士尼幻想號跟迪士尼夢想號的設施大同小異，其中最大的分別是會推出新表演:《Wishes》。小木偶、花木蘭和丁滿都會粉墨登場。另外也會有《Disney's Aladdin – A Musical Spectacular》和《Disney's Believe》兩套表演劇目。

## 行程
幻想號將駐在佛羅里達州的卡納維拉爾港，行走東和西加勒比海的7晚旅程，並且會到訪迪士尼的私人島嶼漂流島。

## 外部連結
- 官方網站 （页面存档备份，存于）